# Филис Витли
Филис Витли (енгл. Phillis Wheatley; 1753 — 1784) је прва црна песникиња и први афроамерички писац чија је књига објављена на територији САД.

## Живот Филис Витли
Филис Витли је рођена негде око 1753. године у западној Африци, претпоставља се у Сенегалу или Гани. Многи биографи се слажу са идејом да је Филис највероватније припадала племену Фула, муслиманима пореклом из Либије који су писали на арапском писму. Као седмогодишња девојчица је продата у робље и послата у Америку 1761. године. У Африци ју је локални вођа продао неком путујућем трговцу који ју је заједно са осталим робовима укрцао на брод који се звао „Филис“. Власник брода за допремање робова Тимоти Фичоф, био је више него прецизан у инструкцијама које је давао својим радницима. На брод је требало укрцати само радно способну снагу, посебно младиће у доби од 14 до 20 година који су се најбоље продавали на тржишту. Без обзира на његове строге инструкције, на брод је укрцана и једна девојчица ̶ Филис Витли. Ова Црнкиња која ће добити име по броду на ком је путовала, а презиме од породице у коју је продата, у Бостон је стигла 11. јула 1761. године. Одмах по пристајању брода, Филис је препродата и одведена у нову породицу, породицу богатог бостонског трговца и кројача Џона Витлија. Оно што јој је омогућила породица Витли, те начин на који се опходила према њој, свакако ће ући историју као пример људскости и исправног поступања. Породица Витли коју су чинили Џон Витли и његова супруга Сузан Витли и њихово двоје деце, син Натанијел и ћерка Мери, према девојчици су се опходили као према свом члану. Иакао, испрва она није била лишена обављања кућних дужности, ипак врло брзо након што се адаптирала у нову средину, Филис је почела да се образује. Врло темељно и квалитетно образовање омогућили су јој управо Витлијеви. Филис је прво почела да учи енглески, потом и да чита Библију, а знања је стицала и из друштвених наука: географије, астрономије, историје, енглеске књижевности (посебно је читала Џона Милтона и Александра Поупа). Учила је такође и латински језик након чега се упознала и са делима грчких класика Вергилија, Овидија, Хомера… Филис се показала као веома надарена за учење, читање и писање. Посебно се истакао њен књижевни дар. Као резултат темељног истраживања живота и рада Филис Витли дошло се до податка да је Филис своју прву песму написала још као тринаестогоишњакиња. Та прва песма насловљена са „On Messrs. Hussey and Coffin“ објављена је 1767. године. Ипак, песма која јој је донела славу и признање је песма под насловом „Whitefield elegy“. Све то време док је стварала, Филис је имала велику подршку породице Витли која ју је охрабривала у њеним смелим намерама да постане образована Црнкиња и да се за своју слободу избори управо пером. Иако је била привилегована робиња, Филис је ипак била власништво својих господара, породице Витли. Након великог успеха њене објављена збирке, након свих похвала И уздизања њеног песничког стваралаштва, креће прави суноврат највеће афро-америчке књижевнице. Први велики крах доживљава када 1774. године умире њена господарица, Сузан Витли, а потом 1778. године и њен супруг Џон. Након тих тужних догађаја, Филис добија слободу, али за њу креће ново искушење ̶  живот ван окриља породице Витли. Она се након стицања статуса слободне Црнкиње, удаје за такође ослобођеног роба, трговца Џона Петерса који је био веома углађен, добар говорник и писац. Након брака са Петерсом, следи читав ланац несрећних догађаја за Филис. Рађа двоје деце која умиру, а супруг јој због дугова завршава у затвору. Сама, болесна и у потпуној беди, Филис се брзо предала. Умрла је 5. децембра 1784. године у својој 31. години. Иза ње су остале песме, писма која је писала важним личностима, и траг који ће све до данас да прате поштоваоци њене поезије и научни истраживачи који се баве ликом и делом ове изузетне Црнкиње.

## Поезија Филис Витли
Поезија Филис Витли је била заснована на паганским веровањима које је она са собом понела из Африке, као што је култ Сунца, затим на хришћанским вредностима и вери у Христа, те класицистичким елементима које је она инкорпорирала у своју поезију веома вешто, дајући јој непоновљиви израз. Своје песме, Филис је писала у дистиху, јамбском пентаметру, угледајући се на античке грчке песнике које је још као млада читала. Песме Филис Витли су убрзо стекле велику популарност у Енглеској и у америчким колонијама. Она је постала својеврсни борац за права Црнаца, робова, потлачене деце… Неретко се дописивала са значајним личностима у којима је изражавала своје јасне ставове да америчким Црнцима треба дати сва права. Познато је да је друштвена
пракса налагала да црнци буду кажњени ако би били ухваћени да читају и пишу. Ипак, да постоје изузеци, показује и пример Филис Витли која је као ропкиња захваљујући свом песничком дару показала да је бар у домену уметности супериорнија од својих господара. Међутим, Вокерова истиче да је Филис спутавала њена друштвена амбивалентност и опречни инстинкти (цонтрарy инстинцтс), те да је с једне стране била ропкиња лишена основних људских права, а с друге стране је била песникиња која је покушала да стекне свој глас у друштву пуном инхибиција. Оно што повезује Филис и друге женске потиснуте гласове јесте, не само њихов фактички опус, већ стваралачка амбиција да одрже писану ријеч живом. А то се испоставило као тежак и незахвалан задатак, чак и стотинама година пошто је глас Витлијеве утихнуо.

## Занимљивости о Филис Витли
За живота, Филис је скретала пажњу својом појавом, ликом и делом, али се њен утицај осећа и данас. За Филис Витли, везују се неке занимљивости. Занимљиво је рецимо да је Филис 1775. године послала једну копију своје књиге (са посветом) америчком председнику Џорџу Вашингтону који је као и многи други хвалио њен песничкии таленат. Као резултат његовог одушевљења био је и позив који је уследио 1776. године да га посети у његовом седишту у Масачусетсу. Данас, се по њој зове кратер на Венери. У Бостону се налази скулптура која приказује Филис Витли у природној величини.